# Cicada (Álbum de Hazmet Modine)
Cicada es un álbum de 2011 de la banda estadounidense de blues, folk, world fusion y jazz Hazmat Modine. El álbum fue lanzado el 17 de mayo de 2011 por Barbès Records, casi cinco años después de su álbum debut, Bahamut .
El grupo musical beninés Gangbé Brass Band aparece en dos temas; Natalie Merchant y Kronos Quartet aparecen en uno cada uno.

## Lista de canciones
Todas las canciones escritas por Wade Schuman excepto lo indicado

| N.º | Título                                                                                | Duración |  |
| 1.  | «Mocking Bird»                                                                        | 3:44     |  |
| 2.  | «Child of a Blind Man» (Con la participación de Gangbé Brass Band y Natalie Merchant) | 4:12     |  |
| 3.  | «Two Forty Seven»                                                                     | 4:46     |  |
| 4.  | «Cicada»                                                                              | 4:52     |  |
| 5.  | «Buddy»                                                                               | 6:08     |  |
| 6.  | «In Two Years»                                                                        | 2:00     |  |
| 7.  | «I've Been Lonely for So Long»                                                        | 4:19     |  |
| 8.  | «The Tide»                                                                            | 5:50     |  |
| 9.  | «Ebb Tide»                                                                            | 0:46     |  |
| 10. | «Walking Stick»                                                                       | 3:01     |  |
| 11. | «So Glad»                                                                             | 5:44     |  |
| 12. | «Cotonou Stomp» (Con la participación de Gangbé Brass Band)                           | 2:05     |  |
| 13. | «Dead Crow» (Con la participación de Kronos Quartet)                                  | 3:36     |  |

## Personal
- Magloire Ahouandjinou: Trompeta, voz
- Martial Ahouandjinou: Trombón, voz
- Benoît Avihoue: Percusión, voz
- Bill Barrett: Armónica cromática, voz
- Alexis Bloom: voz
- Elaine Caswell: voz
- Joseph Daley: Sousafón, tuba
- Athanase Dehoumon: Fliscorno, voz
- Hank Dutt: Viola
- Steve Elson: Clarinete, clarinete contralto, piccolo, saxofón barítono, saxofón soprano, saxofón tenor
- Michael Farkas: Aplausos, voz
- Alexander Fedoriouk: Címbalo húngaro
- Pam Fleming: Trompeta
- Lucien Gbaguidi: Saxofón, voz
- Michael Gomez: Balalaika, mandoloncello eléctrico, guitarra, guitarra con resonador, lap steel guitar, shamisen
- David Harrington: Violín
- Richard Livingston Huntley: Batería, gong, tambores de hendidura, tambor parlante
- Crespin Kpitiki: Percusión, voz
- Scott Lehrer: Voz
- Natalie Merchant: Voz
- Eric Della Penna: Guitarra, palmas, voz
- Reut Regev: Trombón
- Catherine Russell: Voz
- Wade Schuman: Guitarra, palmas, voz
- John Sherba: Violín
- Pete Smith: Guitarra, voz
- James Vodounnon: Sousafón, voz
- Eric Yovogan: Trompeta, voz
- Jeffrey Zeigler: Violonchelo

|}

## Recepción
Cicada recibió críticas positivas de los críticos. Robin Denselow, que escribe para The Guardian, le dio al álbum cuatro de cinco estrellas. Calificándolo de "un disco valiente e inesperado", elogió varias pistas, pero destacó las colaboraciones con Gangbé Brass Band, Natalie Merchant y Kronos Quartet como aspectos destacados.  En otra reseña de cuatro estrellas, All About Jazz elogió la composición ecléctica de la banda y concluyó: "Incluso si Cicada no supera la novedad ni los premios del debut del grupo, Bahamut, es un CD de espectacular aurora auditiva; uno que trae un enfoque americano auténtico y multirreferenciado del concepto de música mundial." 
Bill Lupoletti, presentador del programa "Global a Go-Go" de la radio pública WRIR, calificó a Cicada como un "álbum brillante", destacando "Child of a Blind Man", "I've Been Lonely for So Long", "Walking Stick", "So Glad" y "Dead Crow" como los mejores temas del álbum.  William Ruhlmann de Allmusic consideraba a Cicada más "jazz tradicional" que Bahamut, aunque seguía llamando al sonido de la banda "una mezcla ecléctica de estilos de raíces que está casi fuera de categoría". 